# A Menina Que Matou os Pais e O Menino Que Matou Meus Pais
A Menina que Matou os Pais e O Menino que Matou Meus Pais são dois filmes dramáticos e policiais brasileiros dirigidos por Mauricio Eça e lançados em 24 de setembro de 2021 pela Amazon Prime Video.
Os filmes narram a história do Caso Richthofen, o primeiro pela perspectiva de Daniel Cravinhos e o segundo a partir do ponto de vista de Suzane von Richthofen. Ambos os longas-metragens são baseados nos autos do processo Caso Richtofen. Os filmes contam com roteiro da criminóloga Ilana Casoy, do escritor Raphael Montes, produção da Santa Rita Filmes em coprodução com a Galeria Distribuidora e o Grupo Telefilms. Com o sucesso dos filmes, houve uma continuação, A Menina Que Matou os Pais - A Confissão (2023), retratando os dias após o crime até a confissão de Suzane e dos irmãos Cravinhos.
Os filmes são protagonizados por Carla Diaz, Leonardo Bittencourt, Allan Souza Lima, Leonardo Medeiros e Vera Zimmermann.

## Sinopse
Em 2002, o casal de namorados Suzane von Richthofen (Carla Diaz) e Daniel Cravinhos (Leonardo Bittencourt) declararam-se culpados pelo assassinato dos pais de Suzane. Ao longo do julgamento deles, ambos deram versões diferentes sobre o crime que, à época, teve grande repercussão e gerou indignação da população. No filme A Menina que Matou os Pais a narrativa é baseada no olhar de Daniel Cravinhos a respeito do crime. Em O Menino que Matou meus Pais, a narrativa é baseada no olhar de Suzane von Richthofen a respeito do crime.

## Elenco
- Carla Diaz como Suzane von Richthofen[4][7]
- Leonardo Bittencourt como Daniel Cravinhos
- Allan Souza Lima como Cristian Cravinhos
- Leonardo Medeiros como Manfred von Richthofen
- Vera Zimmermann como Marísia von Richthofen
- Kauan Ceglio como Andreas von Richthofen
- Débora Duboc como Nadja Cravinhos
- Augusto Madeira como Astrogildo Cravinhos
- Marcelo Várzea como Juiz Anderson
- Gabi Lopes como Carol
- Fernanda Viacava como Flora
- Bruna Carvalho como Rafaela
- Taiguara Nazareth como Policial

## Produção
Os filmes foram gravados simultaneamente em 33 dias e, inicialmente, seria produzido um só. Nas cenas em que os os personagens estão fazendo uso de drogas, os atores estão usando camomila.[carece de fontes?]

## Lançamento
Os dois filmes foram divulgados simultaneamente. A campanha de divulgação dos filmes começou em 2019 na Expocine pela Galeria Distribuidora, a coprodutora e também distribuidora, e estava previsto para ser lançado em 2020, o que não aconteceu, devido à pandemia de COVID-19.
Antes de ser adiada, a pré-estreia estava programada para março de 2020 e o lançamento em 2 de abril do mesmo ano. Inicialmente, os filmes foram criticado pelo público questionando a suposta ligação da produção com os criminosos e a glamourização da violência. Devido a isso, foi iniciada a campanha "10 fatos" para desmentir boatos. Posteriormente, Henrique Leinig, o gerente de marketing da Galeria Distribuidora disse que "antes era 70% de reprovação do público e hoje é 80% de aprovação." Na mesma época, também foram apresentados os cartazes e o trailer para o cinema.
Em 2021, os direitos de distribuição foram comprados pela Amazon Prime Video, que  lançou os filmes no próprio serviço de streaming em 24 de setembro do mesmo ano.

## Série de televisão
A Menina Que Matou os Pais: A Série é uma série de televisão brasileira de 2024, criada e escrita por Raphael Montes com Ilana Casoy e dirigida por Mauricio Eça. É estrelada por Carla Diaz, Leonardo Bittencourt, Allan Souza Lima, Leonardo Medeiros e Vera Zimmermann.
Uma versão estendida dos dois primeiros filmes da trilogia, dividida em seis capítulos. O seriado analisa o relacionamento dos jovens, suas motivações para o crime e o que realmente aconteceu na noite de 31 de outubro de 2002, desta vez de forma linear aos fatos. Diferentemente dos filmes, a minissérie traz entrevistas com o elenco e a equipe de produção, além de acrescentar cenas inéditas e até uma abordagem distinta. O fio condutor da minissérie são os depoimentos de Suzane von Richthofen, dos irmãos Cravinhos e a inédita versão de sua mãe, Nadja Cravinhos.

### Elenco Principal
| Ator/atriz           | Personagem             |
| -------------------- | ---------------------- |
| Carla Diaz           | Suzane von Richthofen  |
| Leonardo Bittencourt | Daniel Cravinhos       |
| Allan Souza Lima     | Cristian Cravinhos     |
| Leonardo Medeiros    | Manfred von Richthofen |
| Vera Zimmermann      | Marísia von Richthofen |
| Kauan Ceglio         | Andreas von Richthofen |
| Débora Duboc         | Nadja Cravinhos        |
| Augusto Madeira      | Astrogildo Cravinhos   |
| Marcelo Várzea       | Juiz Anderson          |
| Gabi Lopes           | Anna Carolina (Carol)  |
| Bruna Carvalho       | Rafaela (Rafa)         |

## Recepção

### Crítica
Revisando os filmes para o Metrópoles, Luiz Prisco avaliou como "bom" dizendo que "a narrativa rápida, as (por vezes desnecessárias) cenas sensuais e, é claro, a filmografia que parece um seriado tornam os dois filmes fortes candidatos a sucessos no streaming". Waldemar Dalenogare avaliou A Menina que Matou os Pais com nota 4/10 e O Menino que Matou Meus Pais com nota 3/10, e disse que os produtores poderiam ter trabalhado de uma maneira muito mais organizada com essa história, e com os nomes envolvidos poderia ter sido uma grande produção.
No G1, Cesar Soto disse que o fato dos filmes terem sido lançado no streaming "economiza dois ingressos – e a decepção de sair de uma sessão com a sensação de ver uma obra pela metade. Afinal, uma não funciona sem a outra." Eduardo Pereira, em sua crítica para o Omelete, disse que ambos os filmes "têm boas atuações, mas roteiros ruins." Renato Marafon, no CinePOP disse que os filmes valem a pena pela atuação de Carla Diaz. Em sua crítica para a Folha de S.Paulo, Filipe Furtado disse que "ambos [os filmes são] ruins, quase se anulam".
Henry Bugalho disse que quem assistir primeiro o filme O Menino que Matou Meus Pais e em seguida assistir A Menina que Matou Os Pais pode ficar com a "sensação de que ela [Suzane] era a vítima dessa história (...) só que a gente sabe que ela era a mandante [do crime]".

### Comercial e do público
De acordo com os dados enviados para a plataforma d'O Estado de S. Paulo, os filmes e o caso o Richthofen foi um dos termos que mais cresceram no Google na época do lançamento das produções.
Devido ao sucesso dos filmes, a Galeria Distribuidora anunciou que irá investir em uma nova produção baseada em um crime real, sendo anunciado um projeto baseado no Castelinho da rua Apa.

## Sequência
- A Menina Que Matou os Pais - A Confissão (2023)